# Álvaro Martinete
Álvaro Martinete (Granada, España, 1995) es un guitarrista flamenco español que obtuvo el año 2021 el Premio Bordón Minero en el Festival del Cante de las Minas. Ha participado en algunos de los festivales más importantes del panorama flamenco, entre ellos la Suma Flamenca de Madrid, la XXIII Edición del Festival de Flamenco de Jerez, la II Edición de La Caña Flamenca y la Bienal de Flamenco de Sevilla. En 2018 publicó su primer disco titulado Seis veredas, producido por el guitarrista Gerardo Núñez, que incluye toques de granaína, tangos, rondeña, alegrías, taranta, soléa, zapateado y bulerías.

## Inicios
Se inició en el mundo de la guitarra a los seis años, recibiendo clases de diferentes guitarristas, entre ellos Miguel Ochando. Más adelante estudió de forma reglada en el Conservatorio Ángel Barrios de Granada, donde completó el grado profesional en guitarra flamenca en 2016. Debutó como solista a los once años en la Peña flamenca La Platería de Granada.

## Premios
- Primer premio en la modalidad de toque en el IV Certamen Andaluz de Jóvenes Flamencos celebrado en 2013.[9]
- Primer premio en el Concurso de Guitarra Flamenca de Sevilla en el año 2017.[10]
- Premio Alcobendas Flamenco Nuevos Talentos en el año 2019.[11]
- Finalista en el Concurso Nacional de Arte Flamenco celebrado en Córdoba en el año 2019.
- Premio Bordón Minero en el Festival del Cante de las Minas 2021.[1]